# Gabnasjön
Gabnasjön är en sjö i Storumans kommun i Lappland och ingår i Vapstälvens huvudavrinningsområde. Sjön har en area på 0,61 kvadratkilometer och ligger 713,1 meter över havet.

## Delavrinningsområde
Gabnasjön ingår i det delavrinningsområde (725876-148052) som SMHI kallar för Utloppet av 725541-148223. Medelhöjden är 738 meter över havet och ytan är 14,46 kvadratkilometer. Räknas de 23 avrinningsområdena uppströms in blir den ackumulerade arean 104,14 kvadratkilometer. Avrinningsområdets utflöde Vapstälven (Granån) mynnar i havet. Avrinningsområdet består mestadels av skog (50 procent), sankmarker (30 procent) och kalfjäll (16 procent). Avrinningsområdet har 0,71 kvadratkilometer vattenytor vilket ger det en sjöprocent på 4,9 procent.